# Erebia cubei
Erebia cubei är en fjärilsart som beskrevs av Hans Fruhstorfer 1909. Erebia cubei ingår i släktet Erebia och familjen praktfjärilar. Inga underarter finns listade i Catalogue of Life.